# Prva crnogorska liga (2012/2013)
Sezon 2012/13 Prva crnogorska liga – 7. edycja rozgrywek czarnogórskiej Prva ligi w piłce nożnej, najwyższej piłkarskiej klasy rozgrywkowej w Czarnogórze.
Rozgrywki toczyły się w jednej grupie i występowało w nich 12 drużyn. Po zakończeniu sezonu mistrz zapewnił sobie start w eliminacjach do Ligi Mistrzów, a wicemistrz i 3. drużyna oraz zwycięzca Pucharu Czarnogóry zagrają w eliminacjach do Ligi Europy UEFA. Ostatnia drużyna spadła do Drugiej crnogorskiej ligi, a drużyny z 10. i 11. miejsca w tabeli zagrają w barażu o pozostanie w Prva lidze z 2. i 3. drużyną Drugiej ligi.
Sezon rozpoczął się 11 sierpnia 2012, a zakończył 1 czerwca 2013. Tytuł zdobyła drużyna FK Sutjeska Nikšić. Tytuł króla strzelców zdobyli Admir Adrović (FK Budućnost Podgorica) oraz Žarko Korać (FK Zeta Golubovci), którzy strzelili po 15 goli.

## Prva crnogorska liga

### Drużyny
W Prva crnogorskiej lidze w sezonie 2012/13 występowało 12 drużyn.
| Drużyna                                                        | Miasto           | Sezon 2011/12 | Uwagi                         |
| Drużyny, które występowały w Prva crnogorskiej lidze 2011/12:  |                  |               |                               |
| FK Budućnost Podgorica                                         | Podgorica        | 1 miejsce     |                               |
| FK Rudar Pljevlja                                              | Pljevlja         | 2 miejsce     |                               |
| FK Zeta Golubovci                                              | Golubovci        | 3 miejsce     |                               |
| FK Mogren Budva                                                | Budva            | 4 miejsce     |                               |
| OFK Petrovac                                                   | Petrovac na Moru | 5 miejsce     |                               |
| FK Lovćen                                                      | Cetinje          | 6 miejsce     |                               |
| FK Mladost Podgorica                                           | Podgorica        | 7 miejsce     |                               |
| FK Sutjeska Nikšić                                             | Nikšić           | 8 miejsce     |                               |
| FK Grbalj Radanovići                                           | Radanovići       | 9 miejsce     |                               |
| Drużyny, które awansowały z Drugiej crnogorskiej ligi 2011/12: |                  |               |                               |
| FK Čelik Nikšić                                                | Nikšić           | 1 miejsce     |                               |
| FK Mornar Bar                                                  | Bar              | 2 miejsce     | wygrał baraże z FK Berane     |
| FK Jedinstvo Bijelo Polje                                      | Bijelo Polje     | 3 miejsce     | wygrał baraże z FK Dečić Tuzi |

### Tabela
| Poz. | Klub                      | M  | Pkt. | Mecze | Mecze | Mecze | Bramki | Bramki |
| Poz. | Klub                      | M  | Pkt. | zwy.  | rem.  | por.  | zdob.  | stra.  |
| ---- | ------------------------- | -- | ---- | ----- | ----- | ----- | ------ | ------ |
| 1    | FK Sutjeska Nikšić        | 33 | 65   | 20    | 5     | 8     | 50     | 31     |
| 2    | FK Budućnost Podgorica ** | 33 | 60   | 17    | 9     | 7     | 56     | 39     |
| 3    | FK Čelik Nikšić           | 33 | 53   | 15    | 8     | 10    | 41     | 35     |
| 4    | FK Grbalj Radanovići **   | 33 | 51   | 13    | 12    | 8     | 41     | 21     |
| 5    | FK Rudar Pljevlja         | 33 | 51   | 15    | 6     | 12    | 42     | 40     |
| 6    | FK Mladost Podgorica      | 33 | 39   | 9     | 12    | 12    | 39     | 48     |
| 7    | OFK Petrovac              | 33 | 38   | 8     | 14    | 11    | 36     | 42     |
| 8    | FK Zeta Golubovci         | 33 | 37   | 8     | 13    | 12    | 43     | 45     |
| 9    | FK Lovćen                 | 33 | 37   | 11    | 4     | 18    | 38     | 51     |
| 10   | FK Mogren Budva           | 33 | 36 * | 10    | 7     | 16    | 33     | 42     |
| 11   | FK Mornar Bar             | 33 | 36   | 9     | 9     | 15    | 36     | 47     |
| 12   | FK Jedinstvo Bijelo Polje | 33 | 36   | 9     | 9     | 15    | 31     | 45     |

| Legenda:                                      |
| eliminacje do Ligi Mistrzów                   |
| eliminacje do Ligi Europy UEFA                |
| baraże o pozostanie w Prva crnogorskiej lidze |
| spadek do Drugiej crnogorskiej ligi           |

- FK Sutjeska Nikšić start w eliminacjach do Ligi Mistrzów 2013/14.
- FK Čelik Nikšić, FK Rudar Pljevlja i FK Mladost Podgorica start w eliminacjach do Ligi Europy UEFA 2013/14.
- FK Mogren Budva i FK Mornar Bar wygrały swoje mecze barażowe i pozostały w Prva lidze 2013/14.
- FK Jedinstvo Bijelo Polje spadł do Drugiej crnogorskiej ligi 2013/14.

 * FK Mogren Budva został ukarany 1. punktem ujemnym.
 ** FK Budućnost Podgorica (zwycięzca Pucharu Czarnogóry) i FK Grbalj Radanovići po zakończeniu rozgrywek zostały wykluczone z gry w Lidze Europy UEFA 2013/14 przez UEFA, dzięki czemu w eliminacjach do Ligi Europy zagrały FK Rudar Pljevlja i FK Mladost Podgorica.

## Baraż o pozostanie w Prva lidze

### FK Mogren Budva-FK Zabjelo Podgorica
|         | Data           | Drużyna 1.           | Drużyna 2.           | Wynik |
| 1. mecz | 5 czerwca 2013 | FK Zabjelo Podgorica | FK Mogren Budva      | 1:6   |
| Rewanż  | 9 czerwca 2013 | FK Mogren Budva      | FK Zabjelo Podgorica | 3:1   |

- FK Mogren Budva wygrał mecze barażowe i pozostał w Prva lidze.
- FK Zabjelo Podgorica przegrał mecze barażowe i pozostał w Drugiej crnogorskiej lidze.

### FK Mornar Bar-FK Bokelj Kotor
|         | Data           | Drużyna 1.      | Drużyna 2.      | Wynik |
| 1. mecz | 5 czerwca 2013 | FK Bokelj Kotor | FK Mornar Bar   | 1:0   |
| Rewanż  | 9 czerwca 2013 | FK Mornar Bar   | FK Bokelj Kotor | 2:0   |

- FK Mornar Bar wygrał mecze barażowe i pozostał w Prva lidze.
- FK Bokelj Kotor przegrał mecze barażowe i pozostał w Drugiej crnogorskiej lidze.